# Kasina Turnia

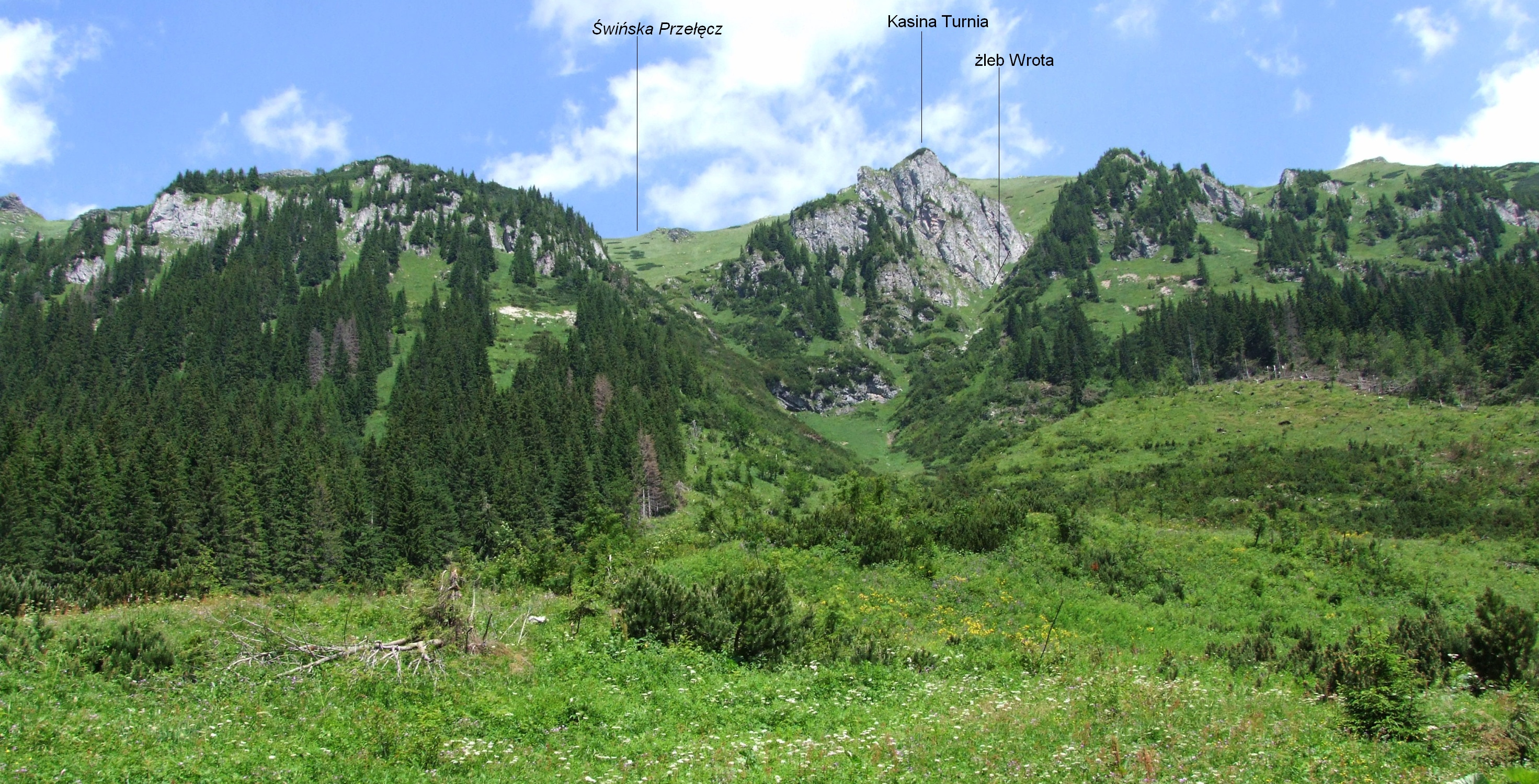
Widok z okolic rozdroża pod Kasprowym Wierchem

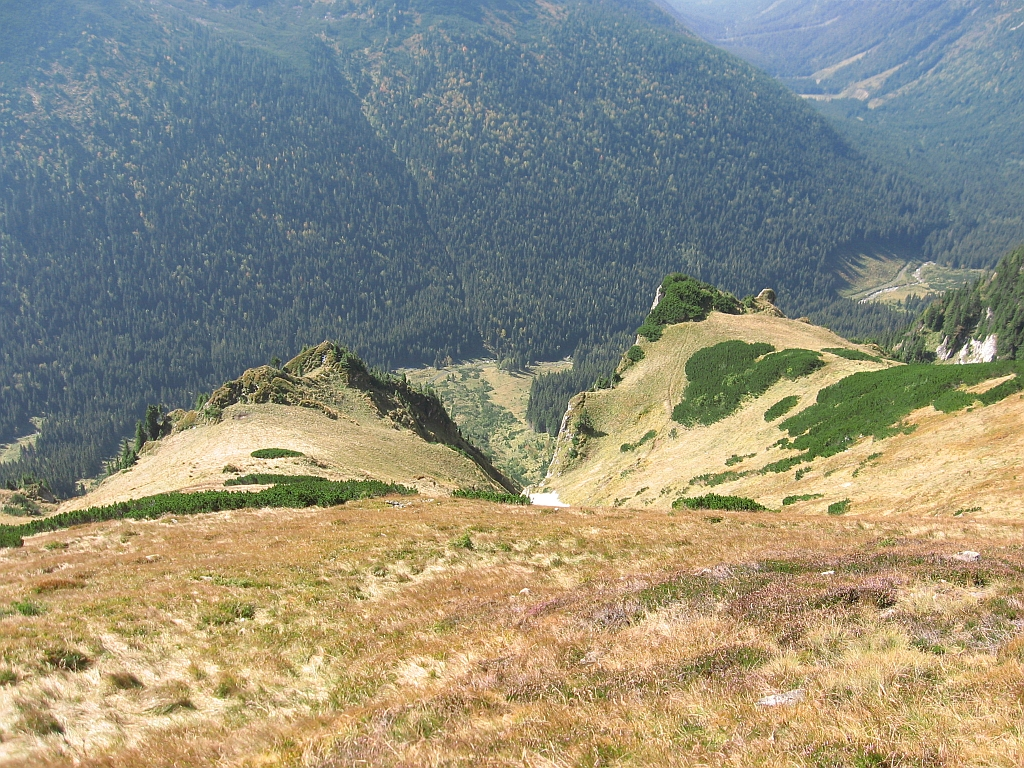
Kasine Turnie i żleb Wrota. Widok z grani głównej

Kasina Turnia – turnia w słowackich Tatrach Zachodnich. Wznosi się powyżej Liptowskiego Koszaru, nad miejscem, w którym znajduje się skrzyżowanie szlaków turystycznych: czerwonego idącego dnem Doliny Cichej i żółtego na Kasprowy Wierch (Rozdroże pod Kasprowym, Rázcestie pod Kasprovým). Stanowi zakończenie grzędy odchodzącej poniżej wierzchołka Pośredniego Goryczkowego Wierchu w południowym kierunku, z lekkim odchyleniem na zachód. Od strony Doliny Cichej podcięta jest pionową ścianą o wysokości ok. 40 m. We wschodnim kierunku sąsiaduje z mniejszymi turniami, stanowiącymi zakończenie drugiej grzędy odchodzącej również od Pośredniego Goryczkowego Wierchu. Pomiędzy tymi turniami a Kasiną Turnią znajduje się trawiasty żleb Wrota (Vrata). Schodzą nim lawiny, choć mniejsze niż ze żlebu po zachodniej stronie Kasinej Turni. Lawiny te systematycznie niszczą las przy rozdrożu pod Kasprowym i powodują, że jest to teren bezleśny. Zniszczyły też turystyczną wiatę stojącą powyżej rozdroża, przy samej granicy z lasem, a resztki lawinowego śniegu w korycie Cichej Wody w niektórych latach są widoczne nawet pod koniec sierpnia.
Nazwa tej turni używana była tylko przez ratowników GOPR. Używano jej również w liczbie mnogiej – Kasine Turnie, przy czym ta mnoga nazwa obejmowała Kasiną Turnię oraz jej mniejsze sąsiadki po wschodniej stronie. Rozpowszechnił ją Władysław Cywiński w swoim przewodniku Tatry.
Kasine Turnie zbudowane są ze skał dolomitowo-wapiennych i są częścią stromo podciętego przez lodowiec pasa tych skał, ciągnącego się od Jaworowych Skałek po Liliowe.